# Revconnect
Revconnect, stiliserat som RevConnect, är ett fildelningsprogram som är en omgjord version av DC++, med ett par ganska stora förbättringar. Den absolut största förbättringen är att man kan ladda ner samma fil från flera personer samtidigt, vilket inte har varit möjligt tidigare.[källa behövs]